# Dimanche Martin
Cet article possède un paronyme, voir Dimanche-Matin.
Pour les articles homonymes, voir Martin.
Dimanche Martin est un bloc de programmes d'émissions de télévision françaises conçues, produites et présentées par Jacques Martin chaque dimanche après-midi du 21 décembre 1980 au 21 juin 1998 sur Antenne 2 puis France 2.

## Historique
Pendant de nombreuses années, Jacques Martin a animé les dimanches après-midi d'Antenne 2 (devenue France 2) en différé depuis le théâtre de l'Empire à Paris. En 1977, Jacques Martin a présenté sur Antenne 2 une première série d'émissions dominicales sous le titre de Bon Dimanche dont provenait L'École des fans. Après une absence de deux ans, il reprend le principe sous le titre de Dimanche Martin. En 1983, l'émission réalise 72 % d'audience et 27 millions de téléspectateurs.
En 1998, Jacques Martin dut interrompre subitement ses émissions dont Sous vos applaudissements à la suite d'un accident vasculaire cérébral. Son ami Jean-Claude Brialy l'a alors remplacé au pied levé jusqu'à la fin de la saison. En raison des problèmes de santé, et de la fin de contrat non renouvelé de Jacques Martin, les émissions ne furent pas reconduites.

## Les émissions de Dimanche Martin
- Entrez les artistes (1980-1986) émission coanimée avec Daniel Patte (de 1980 à 1984), ensuite entouré d'une équipe de journalistes spécialisés (Dominique Rabourdin, Josette Raimbault, France Veber, Nicolas Petitjean, Bernard Matignon), diffusée avant le journal de 13h, l'émission passait en revue l'actualité culturelle (cinéma, musique, théâtre). En 1987 elle fut remplacée par :
  - Comme sur un plateau (1987-1990), émission culinaire coprésentée avec Claude Sarraute et David Martin.
- Incroyable mais vrai ! (1980-1983), coanimé avec Pierre Douglas puis Muriel Hees suivie par Catherine Ceylac et la dernière Linda Newton, était une émission de divertissement présentant des records plus ou moins farfelus. L'émission est remplacée par :
  - Si j'ai bonne mémoire (1983-1985), jeu coanimé avec Jacques Forestier, Julie Bataille et Charlotte Sandra[2]
  - Tout le monde le sait (1985-1987), émission de jeu[3].
  - Le monde est à vous (1987-1997), émission de jeu qui opposait trois candidats[4].
  - La Lorgnette (1987-1988), reprise  de l'émission homonyme de 1977 avec d'ancien membres de l'époque (comme Pierre Bonte) et de nouveaux journalistes
  - Sous vos applaudissements (1997-1998)
- L'École des fans (1977-1978 puis 1980-1998)
- Les Voyageurs de l'histoire, émission conçue par Jacques Martin et Alain Decaux, dont le principe était de proposer un voyage dans le temps à travers l'histoire de France.
- Thé dansant (1980-1985), une émission musicale basée sur les succès des années 1950, avec l'orchestre de Robert Quibel[5]. L'émission est ensuite remplacée par :
  - Thé tango
  - Le Kiosque à musique (1985-1987), consacré à la musique classique[6].
- Ainsi font, font, font : émission satirique co-présentée avec Laurent Gerra, Virginie Lemoine, Laurent Ruquier, Julien Courbet, Jacques Ramade, Laurent Baffie, Julie Bataille. D'abord diffusée à 12h, elle a ensuite été déplacée en milieu d’après-midi. Revue satirique de l'actualité, un temps combinée avec une actualité de  cinéma et de spectacle.

| Heure   | 80-81                  | 81-82                  | 82-83                  | 83-84                 | 84-85                 | 85-86                 | 86-87                 | 87-88                | 88-89                | 89-90                | 90-91                  | 91-92                  | 92-93                  | 93-94                  | 94-95                  | 95-96                  | 96-97                  | 97-98                     |
| ------- | ---------------------- | ---------------------- | ---------------------- | --------------------- | --------------------- | --------------------- | --------------------- | -------------------- | -------------------- | -------------------- | ---------------------- | ---------------------- | ---------------------- | ---------------------- | ---------------------- | ---------------------- | ---------------------- | ------------------------- |
| 12h-13h | Entrez les artistes    | Entrez les artistes    | Entrez les artistes    | Entrez les artistes   | Entrez les artistes   | Entrez les artistes   | Entrez les artistes   | Comme sur un plateau | Comme sur un plateau | Comme sur un plateau | Ainsi font, font, font | Ainsi font, font, font | Ainsi font, font, font | Ainsi font, font, font | Ainsi font, font, font | Ainsi font, font, font | Ainsi font, font, font |                           |
| 14h-15h | Incroyable mais vrai ! | Incroyable mais vrai ! | Incroyable mais vrai ! | Si j'ai bonne mémoire | Si j'ai bonne mémoire | Tout le monde le sait | Tout le monde le sait | Le monde est à vous  | Le monde est à vous  | Le monde est à vous  | Le monde est à vous    | Le monde est à vous    | Le monde est à vous    | Le monde est à vous    | Le monde est à vous    | Le monde est à vous    | Le monde est à vous    | Sous vos applaudissements |
| 15h-16h | L'École des fans       | L'École des fans       | L'École des fans       | L'École des fans      | L'École des fans      | L'École des fans      | L'École des fans      | L'École des fans     | L'École des fans     | L'École des fans     | L'École des fans       | L'École des fans       | L'École des fans       | L'École des fans       | L'École des fans       | L'École des fans       | L'École des fans       | L'École des fans          |
| 16h-17h | Thé dansant            | Thé dansant            | Thé dansant            | Thé dansant           | Thé dansant           | Le Kiosque à Musique  | Le Kiosque à Musique  | -                    | -                    | -                    | -                      | -                      | -                      | -                      | -                      | -                      | -                      | -                         |

## Les séries
- Timide et sans complexe à partir du 22 mars 1981
- Magnum à partir du 13 décembre 1981
- L'Homme qui tombe à pic à partir du 19 septembre 1982
- Colorado[7]
- La Légende de James Adams et de l'ours Benjamin
- Chips à partir du 18 septembre 1983
- Le Juge et le Pilote à partir du 9 septembre 1984
- Les Enquêtes de Remington Steele à partir du 13 novembre 1983
- Les Petits Génies du 1er avril1 au 24 juin 1984
- Loterie du 25 novembre 1984 au 11 mars 1985
- Les deux font la paire à partir du 6 avril 1986
- MacGyver à partir du 4 janvier 1987
- L'Équipée du Poney Express à partir du 15 avril 1992
- Tequila et Bonetti à partir du 13 septembre 1992
- Papa Poule
- Petit déjeuner compris
- Végas